# Tōkaidōchū hizakurige
 (novembre 2020).
Si vous disposez d'ouvrages ou d'articles de référence ou si vous connaissez des sites web de qualité traitant du thème abordé ici, merci de compléter l'article en donnant les références utiles à sa vérifiabilité et en les liant à la section « Notes et références ».
Le Tōkaidōchū hizakurige (東海道中膝栗毛, À pied sur le Tōkaidō), abrégé en Hizakurige, est un roman comique picaresque (kokkeibon) écrit par Jippensha Ikku, relatant les mésaventures de deux voyageurs sur le Tōkaidō, principale route entre Edo et Kyoto au cours de l'époque d'Edo. Le livre est publié en douze parties entre 1802 et 1822.

## Présentation
Les deux principaux personnages Yajirobē (彌次郎兵衛) et Kitahachi (喜多八), souvent appelés Yaji et Kita, voyagent (michiyuki, terme décrivant une scène de voyage) d'Edo à Kyoto sur la route du pèlerinage au Ise-jingu.
Comme ils font leur chemin, ils laissent derrière eux une traînée de plaisanteries grossières et nombre de calembours. Ils se moquent d'une sankin kōtai (procession de daimyos), ils trompent des commerçants à court d'argent et sont trompés à leur tour. Dans une auberge, ils se ridiculisent parce qu'ils ne savent pas comment utiliser la baignoire et se brûlent le derrière plutôt que de demander de l'aide.
À Ueno, l'un d'eux prétend être Ikku lui-même, avant qu'il s'avère être un imposteur. À cette occasion, ils se brûlent et débattent de la façon de manger des pierres chaudes qui leur ont été servies par l'aubergiste, alors que ces pierres sont destinées au séchage du konnyaku pour améliorer la saveur.
Des événements comiques s'ensuivent souvent lorsque Yaji ou Kita essayent de se faufiler dans le lit des femmes, ce qui arrive à différentes auberges le long de la route.

## Analyse
Le livre, bien que d'un style comique, est écrit comme un guide de voyage pour la route du Tōkaidō. Il détaille les sites célèbres à chacune des 53 stations le long de la route, où les personnages se trouvent fréquemment dans des situations hilarantes. Ils se déplacent de station en station, principalement intéressés par la nourriture, le saké et les femmes. Originaires d'Edo, ils voient le monde à travers le prisme d'Edo, se jugeant eux-mêmes plus cultivés et avertis en comparaison des compatriotes qu'ils rencontrent.
Le Hizakurige est un roman comique qui fournit des informations et des anecdotes relatives aux diverses régions parcourues le long du Tōkaidō. Le tourisme est en plein essor au cours de la période d'Edo, lorsqu'est écrit le Tōkaidōchū hizakurige. Cette œuvre est l'un des nombreux guides qui ont proliféré, pour aiguiser l'appétit du public pour le tourisme.

## Prolongements
Un second livre a été écrit, appelé Zoku hizakurige, qui comprend des documents sur la vallée de Kiso, Kompira et Miyajima.
Certains des épisodes de ce roman ont été illustrés par de célèbres artistes ukiyo-e tels qu'Utagawa Hiroshige, dans ses Cent vues d'Edo.
Plusieurs adaptations au cinéma existent :
- 1927 : Yaji et Kita. Le sauvetage de Yasuda, avec Denjirō Ōkōchi et Gorō Kawabe.
- 1928 : Yaji et Kita. La bataille de Toba Fushimi, avec Denjirō Ōkōchi et Gorō Kawabe.
- 1956 : Chronique de voyages de Yaji et Kita de Torajirō Saitō, avec Raizō Ichikawa VIII.
- 2005 : Mayonaka no Yaji-san Kita-san de Kankurō Kudō, avec Tomoya Nagase et Nakamura Shichinosuke II.
- 2007 : Yaji Kita dōchū Teresuko de Hideyuki Hirayama, avec Akira Emoto et Kanzaburo Nakamura XVIII (en).